# Хуан Тафур
Хуан Тафур (исп. Juan Tafur, род.1970, Богота, Колумбия) — писатель и драматург колумбийского происхождения, проживающий в Барселоне. Учился на факультетах философии и филологии в Колумбии и Испании, романские языки и сравнительное литературоведение изучал в США. Защитил докторскую диссертацию в Италии на тему магии в эпоху Возрождения. Преподавал историю искусств, работал переводчиком и редактором, а также писал сценарии для радио.

## Литературная деятельность
Переехав в 1998 году в Барселону, писатель стал сотрудничать с разными издательствами в качестве переводчика и редактора. Опубликовал ряд книг под разными псевдонимами, среди них «Огонь небесной любви» (исп. Llama de amor divino) и «Сказки царя Соломона» (исп. Los cuentos del rey Salomón).
Его первый роман «Евангелие от Марии Магдалины» (2005) (исп. La pasión de María Magdalena) стал результатом его исследования образа святой в христианской культуре. Переведен на шесть языков и опубликован в 15 странах.
В 2008 году вышел приключенческий роман «Странствие по двум мирам» (исп. El viajero de los dos mundos), вдохновленный путевыми заметками Перо Тафура, каталонского путешественника XV века.
Среди последних произведений Хуана Тафура — «99 мест для разговора с Богом» (исп. 99 lugares para hablar con Dios) и пьеса «Баллада мертвеца» (исп. 99 lugares para hablar con Dios).
Хуан Тафур посетил Москву в 2007 и 2009 годах в связи с публикацией его книг на русском языке.